# Шамудовці
Шамудовці (словац. Šamudovce) — село, громада в окрузі Михайлівці, Кошицький край, Словаччина. Село розташоване на висоті 102 м над рівнем моря. Населення — 572 особи.

## Історія
Перша згадка 1403-го року.

## Інфрастуктура
В селі є невелика бібліотека.

## Населення
| Рік:            | 1994. | 2004.    | 2014.    | 2024.   |
| --------------- | ----- | -------- | -------- | ------- |
| Кількість осіб: | 407   | 554      | 634      | 619     |
| Різниця:        |       | +36,11 % | +14,44 % | -2,36 % |

| Рік:            | 2023. | 2024.   |
| --------------- | ----- | ------- |
| Кількість осіб: | 620   | 619     |
| Різниця:        |       | -0,16 % |

## Пам'ятки
У селі є греко-католицька церква охорони Пресвятої Богородиці з 1801 року в стилі бароко-класицизму та православна церква Різдва святого Івана Хрестителя з 1994 року.